# Hôn nhân cưỡng bức

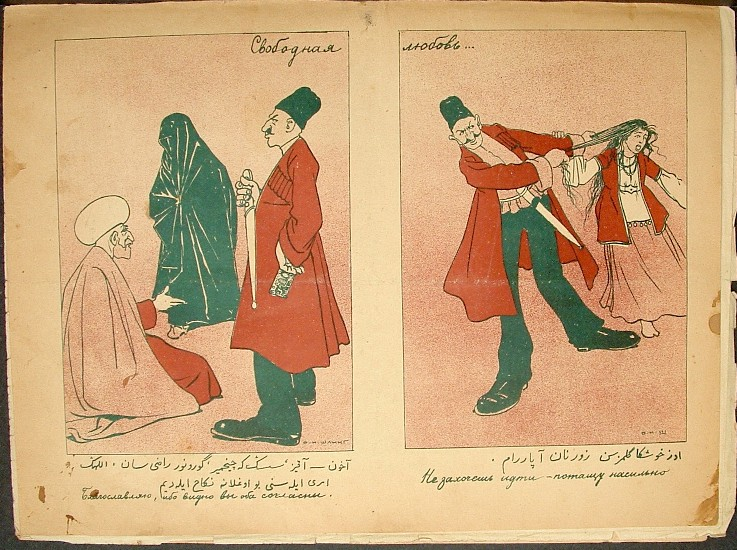
Những lời chỉ trích về hôn nhân cưỡng bức của người Azeri từ tranh châm biếm của Molla Nasraddin trên ấn phẩm định kỳđầu thế kỷ 20. Hôn nhân cưỡng bức là chủ đề cho phim hoạt hình với chú thích - Tình yêu tự do. Hình ảnh nên được đọc từ phải sang trái. Hình ảnh đầu tiên bên phải: Nếu bạn không muốn đi một cách tự nguyện, tôi sẽ đưa bạn bằng vũ lực. Trong bức ảnh tiếp theo: akhun - giáo sĩ nói: Quý bà, vì bạn không nói gì, có vẻ như bạn đồng ý. Theo lệnh của Chúa, tôi tuyên bố bạn kết hôn với người đàn ông này.

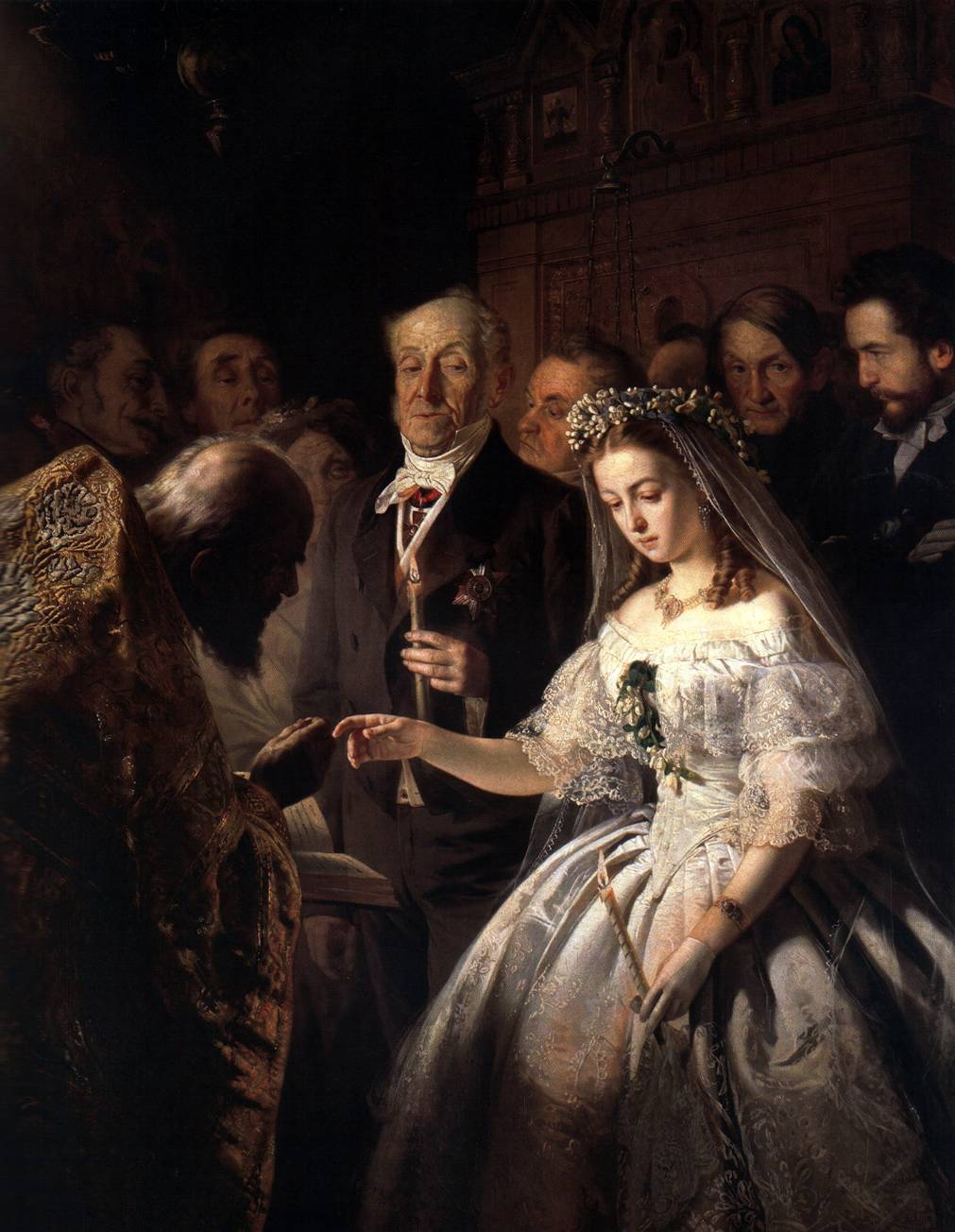
Hôn nhân không bình đẳng, một bức tranh thế kỷ 19 của họa sĩ người Nga Pukirev. Nó mô tả một cuộc hôn nhân sắp đặt trong đó một cô gái trẻ bị buộc phải kết hôn trái với ý muốn của mình.

Hôn nhân cưỡng bức hay hôn nhân cưỡng ép là một cuộc hôn nhân trong đó một hoặc nhiều bên kết hôn mà không có sự đồng ý hoặc trái với ý muốn của họ. Một cuộc hôn nhân gượng ép khác với một hôn nhân sắp đặt, trong đó cả hai bên có lẽ đồng ý với sự giúp đỡ của cha mẹ hoặc bên thứ ba như người mai mối trong việc tìm và chọn người phối ngẫu. Thường có một sự ép buộc liên tục được sử dụng để ép buộc một cuộc hôn nhân, từ bạo lực thể xác hoàn toàn đến áp lực tâm lý tinh tế. Mặc dù hiện nay bị dư luận quốc tế lên án rộng rãi, các cuộc hôn nhân cưỡng ép vẫn diễn ra ở nhiều nền văn hóa khác nhau trên khắp thế giới, đặc biệt là ở các khu vực Nam Á và Châu Phi. Một số học giả phản đối việc sử dụng thuật ngữ "hôn nhân cưỡng ép" bởi vì nó viện dẫn ngôn ngữ hợp pháp hóa hôn nhân (như chồng/vợ) cho một trải nghiệm hoàn toàn ngược lại.  Một loạt các thuật ngữ thay thế đã được đề xuất, bao gồm "liên hệ vợ chồng cưỡng bức" và "nô lệ vợ chồng".
Liên Hợp Quốc coi hôn nhân là một hình thức lạm dụng quyền con người, vì nó vi phạm nguyên tắc tự do và tự chủ của các cá nhân. Tuyên ngôn Nhân quyền nói rằng quyền của một người được chọn là người phối ngẫu và tự do kết hôn là trọng tâm đối với cuộc sống và phẩm giá của anh ta/cô ta, và sự bình đẳng của anh ta/cô ta. Giáo hội Công giáo La Mã coi căn cứ hôn nhân bị ép buộc phải hủy bỏ hôn ước - để một cuộc hôn nhân có hiệu lực, cả hai bên phải đồng ý một cách tự nguyện. Công ước bổ sung về xóa bỏ chế độ nô lệ cũng cấm kết hôn mà không có quyền từ chối của bản thân chống lại ý chí của cha mẹ, gia đình và người khác  và yêu cầu độ tuổi tối thiểu để kết hôn để ngăn chặn điều này.
Năm 1969, Phòng kháng cáo của Tòa án đặc biệt Sierra Leone (SCSL) đã phát hiện ra vụ bắt cóc và giam cầm phụ nữ vì "cưỡng hôn" trong chiến tranh là một tội ác mới chống lại loài người (quyết định của AFRC). Phòng xét xử SCSL trong quyết định của Charles Taylor thấy rằng thuật ngữ 'hôn nhân cưỡng ép' nên được tránh và thay vào đó mô tả thực tiễn trong chiến tranh là 'nô lệ vợ chồng' (2012).
Năm 2013, nghị quyết đầu tiên của Hội đồng Nhân quyền Liên Hợp Quốc chống lại hôn nhân trẻ em, sớm và cưỡng bức đã được thông qua; Nghị quyết công nhận hôn nhân trẻ em, sớm và bị ép buộc liên quan đến vi phạm nhân quyền, điều này ngăn cản các cá nhân sống cuộc sống tự do khỏi mọi hình thức bạo lực và gây hậu quả bất lợi đối với việc hưởng quyền con người, như quyền giáo dục, [ và] quyền có tiêu chuẩn sức khỏe cao nhất bao gồm sức khỏe sinh sản và tình dục ", và cũng nói rằng" việc loại bỏ con, kết hôn sớm và ép buộc nên được xem xét trong cuộc thảo luận về chương trình nghị sự phát triển sau năm 2015 ".